# OJ 287
OJ 287은 게자리 방향으로 지구에서 약 35억 광년 떨어진 곳에 있는 도마뱀자리 BL 천체로 질량이 태양의 약 180억 배에 이른다. 이 천체는 1891년부터 100년이 넘는 기간 동안 광도 곡선의 양상이 꾸준히 관측되어 왔다. 이는 은하 외부 천체 중에서 매우 자세하게 관측이 된 사례에 속한다. 2008년 기준으로 이 천체의 중앙부에 자리 잡고 있는 초대질량 블랙홀의 정확한 질량을 조사한 결과 당시까지 관측된 천체들 중 가장 무거운 존재로 알려졌는데 그 값은 직전 수위를 달리던 천체 질량의 여섯 배가 넘는다.
광도 곡선에 따르면 OJ 287은 약 11~12년 주기로 밝기가 변화하며 1 주기에 걸쳐 1년 정도 간격을 두고 두 번 급격하게 밝아지고 있었다. 광도가 올라가는 원인은 질량이 태양의 1억 배 정도인 또 다른 초대질량 블랙홀(그렇지만 중앙부에 있는 원래 블랙홀에 비하면 훨씬 질량이 작다)이 약 180억 배 블랙홀 주위를 돌고 있기 때문인 것으로 추측하고 있다. 작은 쪽이 큰 블랙홀에 접근하면서 큰 블랙홀 주위에 형성된 강착 원반에 접근하거나 멀어지면서 두 번 급격하게 밝아진다는 것이다. 계산에 의하면 두 블랙홀 사이의 평균 거리는 0.2 광년이며,(이를 천문단위로 환산할 경우 약 12,600 AU이다), 강착 원반을 통과하는 순간의 속도는 대략 초속 10만 킬로미터 에 이른다. 이는 빛의 속도의 약 3분의 1 수준이다.
핀란드 천문학자 마우리 발토넨 연구진이 이 가설을 주장했으며, 미국 천문학 협회 211회 총회에서 이를 발표했다. 폭발 타이밍을 연구한 결과 강착 원반에 대해 39도 기울어져 있는 작은 블랙홀 궤도가 심하게 흔들리는 것을 발견했다. 이를 통해 알베르트 아인슈타인의 일반 상대성 이론에 의거하여 공전 궤도의 주기 및 중심부 블랙홀의 질량을 구할 수 있었다. 일반 상대성 이론에서는 블랙홀처럼 질량이 매우 큰 물질은 중력에 의해 시공간을 휘어지게 한다고 한다. 이 휘어짐 때문에 주변을 도는 작은 블랙홀의 궤도가 흔들리는 것처럼 보이는 것이다.
제한된 수치 및 동반 블랙홀의 흔들림 때문에 발토넨 연구진의 측정 정확도에 의문이 제기되어 왔다. 그러나 관측 장비 성능이 향상되면 더 정확한 수치를 구할 수 있을 것으로 보인다. 동반 블랙홀의 궤도는 중력파를 방출하면서 서서히 큰 블랙홀에 가까워지고 있으며, 약 1만 3,000 년 이내로 두 블랙홀은 합쳐질 것으로 보인다.
이 연구 결과는 천체 물리학 저널에 게재되었다.

## 참고 문헌
1. 1 2 3 4 5 6 7 8  “NASA/IPAC Extragalactic Database”. 《Results for OJ +287》. 2008년 7월 10일에 확인함.
2. 1 2 3 4 5  뉴턴코리아, 뉴턴코리아 (7월호). 《쌍성을 만드는 초거대 블랙홀》. 11쪽.
3. 1 2 3 4  David, Shiga (2008년 1월 10일). “우주에서 가장 무거운 블랙홀이 발견되었다(Biggest black hole in the cosmos discovered)”. NewScientist.com news service. 2008년 5월 14일에 원본 문서에서 보존된 문서. 2008년 7월 30일에 확인함.
4. ↑  Sky & Telescope (2008년 1월 12일). “Monster Black Holes Soon to Collide?”. 2012년 9월 11일에 원본 문서에서 보존된 문서. 2008년 7월 30일에 확인함.
5. ↑  “Huge black hole tips the scales”. BBC. 2008년 1월 10일. 2008년 1월 10일에 확인함.
6. ↑  Valtonen, M. J.; Lehto, H. J.; Sillanpää, A.; Nilsson, K.; Mikkola, S.; Hudec, R.; Basta, M.; Teräsranta, H.; Haque, S.; Rampadarath, H. (2006년 7월). “Predicting the Next Outbursts of OJ 287 in 2006-2010”. 《The Astrophysical Journal》 646 (1): 36–48. doi:10.1086/504884..

- Valtonen, M. J.; Nilsson, K.; Sillanpää, A.; Takalo, L. O.; Lehto, H. J.; Keel, W. C.; Haque, S.; Cornwall, D.; Mattingly, A. (2006년 5월). “The 2005 November Outburst in OJ 287 and the Binary Black Hole Model”. 《The Astrophysical Journal》 643 (1): L9–L12. doi:10.1086/505039.